# Henry Hollingsworth
Henry Hollingsworth (Dover, 5 de setembro de 1997) é um remador estadunidense.

## Carreira
Hollingsworth fez sua estreia internacional pelos Estados Unidos no Campeonato Mundial de Remo de 2022 e competiu no quatro sem masculino. Ele novamente representou os Estados Unidos no Campeonato Mundial de Remo de 2023 e terminou em sexto lugar no oito com.
Nos Jogos Olímpicos de Verão de 2024, em Paris, conquistou a medalha de bronze na competição do oito com masculino ao lado de Nicholas Rusher, Christian Tabash, Clark Dean, Christopher Carlson, Peter Chatain, Evan Olson, Pieter Quinton e Rielly Milne, com um tempo de 5:25.28.